# 紐約黑幫紀實
《紐約黑幫紀實》（英語：The Making of the Mob: New York，又名《黑幫實錄：紐約篇》）是一部美國電視連續短劇，也是《黑幫紀實》的第一季，根據聲名狼藉的紐約黑幫份子查理·盧西安諾及他的崛起製作而成。由Stephen David製作出品，2015年6月15日至8月3日在AMC播放，共八集。
本連續劇因收視率成功而獲得續訂第二季，副標題是《芝加哥》，記載了代表性的黑幫艾爾·卡彭在美國中西部的犯罪興衰史。

## 演員

### 主要演員
- Rich Graff 飾 查理·盧西安諾
- Ian Bell 飾 邁爾·蘭斯基
- Anthony DiCarlo 飾 法蘭克·卡斯特羅
- Jonathan C. Stewart 飾 本傑明·西格爾
- Craig Thomas Rivela 飾 維多·吉諾維斯

### 常設演員
- Gus Zucco 飾 Albert Anastasia（英语：Albert Anastasia）
- 史泰利歐‧撒凡特（英语：Stelio Savante） 飾 喬·馬塞里亞
- Umberto Celisano 飾 艾爾·卡彭
- Roberto De Felice 飾 Salvatore Maranzano
- James Kacey 飾 Joseph Bonanno（英语：Joseph Bonanno）
- Adam Jonas Segaller 飾 湯瑪斯·杜威
- Sam Little 飾 Abe Reles（英语：Abe Reles）
- Evan Boymel 飾 Louis Lepke Buchalter（英语：Louis Buchalter）
- Christopher Morrow 飾 Dutch Schultz
- Noah Forrest 飾 卡羅·甘比諾
- Caleb McDaniel 飾 Tommy Gagliano
- James Davenjay 飾 Pete La Tempa
- Anthony Bisciello 飾 Joe Profaci
- Gregory Cioffi 飾 Tommy Lucchese
- Daniel Jordano 飾 文森特·曼加諾
- Sam McCrea 飾 William C. Dodge（英语：William C. Dodge）
- Raffaela Perra 飾 Igea Lissoni
- Jessica Brodkin 飾 Lauretta Giegerman Costello
- Yeshe Pfeifer 飾 Anna Genovese
- Rick Borgia 飾 老年的查理·盧西安諾
- Rachel Whitman Groves 飾 "Cokey Flo" Florence Brown
- Marija Skangale 飾 Galina "Gay" Orlova

## 訪問
每集都會加插一些名人、作家、歷史學者與政治人物的訪問
- 魯迪·朱利安尼 – 前紐約市市長
- Selwyn Raab（英语：Selwyn Raab） – 《Five Families》的作者
- David Pietrusza（英语：David Pietrusza） – 《Rothstein》的作者
- 邁爾·蘭斯基二世 – 邁爾·蘭斯基的孙子
- Michael Green – 內華達大學拉斯維加斯分校的歷史學家
- Rich Cohen（英语：Rich Cohen） – 《Tough Jews》的作者
- 樊尚·帕斯托雷 – 《黑道家族》的演員
- Alexander Hortis – 《The Mob and the City》的作者
- Gay Talese（英语：Gay Talese） – 《Honor Thy Father（英语：Honor Thy Father）》的作者
- Richard Hammer – 《The Last Testament of Lucky Luciano》的作者
- 喬·曼帖那（英语：Joe Mantegna） – 《教父3》的演員
- Salvatore Polisi（英语：Colombo crime family） – 前黑手黨伙伴
- Chazz Palminteri（英语：Chazz Palminteri） – 《不一樣的童年》的演員
- Sonny Grosso – 退休的紐約市警察局探員
- 法蘭克·樊尚（英语：Frank Vincent） – 《盜亦有道》的演員
- 湯瑪斯·杜威三世 – 湯瑪斯·杜威的孙子
- 弗蘭基·瓦利 – 四季合唱團的歌手
- 奧斯卡·古德曼（英语：Oscar Goodman） – 前拉斯維加斯市長
- Ellen Poulsen – 《The Case Against Lucky Luciano》的作者
- 德芮·狄·馬提歐 – 《黑道家族》的女演員
- Edward McDonald – 聯邦檢察官
- 愛德溫·托雷斯（英语：Edwin Torres (judge)） – 紐約最高法院法官
- H·W·布蘭德斯（英语：H. W. Brands） – 德克薩斯州大學奧斯汀分校的歷史學家

## 集數
| 總集數 | 集數 （季） | 標題                           | 首播日期      | U.S.收視人數 （百萬） |
| ------ | ----------- | ------------------------------ | ------------- | --------------------- |
| 1      | 1           | The Education of Lucky Luciano | 2015年6月15日 | 1.18                  |
| 2      | 2           | Equal Opportunity Gangster     | 2015年6月22日 | 1.10                  |
| 3      | 3           | King of New York               | 2015年6月29日 | 0.982                 |
| 4      | 4           | A Rising Threat                | 2015年7月6日  | 0.937                 |
| 5      | 5           | Exit Strategy                  | 2015年7月13日 | 0.962                 |
| 6      | 6           | The Mob at War                 | 2015年7月20日 | 1.04                  |
| 7      | 7           | New Frontiers                  | 2015年7月27日 | 0.901                 |
| 8      | 8           | End Game                       | 2015年8月3日  | 0.968                 |

## 外部連結
- 官方网站
- 互联网电影数据库（IMDb）上《紐約黑幫紀實》的资料（英文）
- 紐約黑幫紀實 在电视指南